# نيل كامبل (سياسي)
نيل كامبل (بالإنجليزية: Neil Campbell)‏ هو سياسي أسترالي، ولد في 21 مارس 1880، وتوفي في 25 أبريل 1960 في لاونسستون في أستراليا. انتخب عضو مجلس نواب تسمانيا.